# Frida Boccara
 (février 2020).
Si vous disposez d'ouvrages ou d'articles de référence ou si vous connaissez des sites web de qualité traitant du thème abordé ici, merci de compléter l'article en donnant les références utiles à sa vérifiabilité et en les liant à la section « Notes et références ».
Pour les articles homonymes, voir Boccara.
Danielle Frida Hélène Boccara, née le 29 octobre 1940 à Casablanca et morte le 1er août 1996 à Paris 20e, est une chanteuse française d'origine italienne.
En 1969, elle remporte pour la France, à égalité avec trois concurrentes, le Grand Prix du Concours Eurovision de la chanson 1969 qui se déroule à Madrid. Les trois autres lauréates sont Lulu pour le Royaume-Uni, Lenny Kuhr pour les Pays-Bas et Salomé pour l'Espagne.

## Biographie

### Jeunesse
Sa famille originaire de Livourne en Toscane (Italie), s'installe en Tunisie puis au Maroc, où Frida naît le 29 octobre 1940 à Casablanca. C'est dans un milieu familial baigné par la culture musicale, à l'instar de son frère et de sa sœur musiciens accomplis, qu'elle montre des dispositions pour la musique et pour le chant.
Jeune fille, elle s'entretient avec Buck Ram, manager du groupe américain The Platters. Enthousiaste, il lui demande de lui envoyer à Paris, où The Platters vont donner un concert, une bande magnétique avec des chansons de son choix, puis de le rejoindre à Paris. Mais le temps de régler ce départ qui tourne une page de sa vie, il est déjà reparti pour une longue tournée internationale. Elle quitte Casablanca et s'installe à Paris avec son frère (Jean-Michel Braque) et sa sœur (Lina Boccara). Elle s'inscrit à l'Auditorium des jeunes artistes puis au Petit Conservatoire de la chanson de Mireille.

### Débuts en musique
En 1960, elle enregistre une version de Paris mes amours avec un accompagnement piano de Léo Chauliac pour le disque Petit Conservatoire de la Chanson n°19.
En 1961, elle crée Cherbourg avait raison, avec des paroles d'Eddy Marnay et de Jacques Larue et Serge Lebrail, sur une musique de Guy Magenta ; elle en fait un succès national. Cette chanson tient 24 semaines au Marathon de la chanson française sur les antennes de RTL en compétition avec les plus grandes vedettes : Charles Aznavour, Gilbert Bécaud et Les Compagnons de la chanson.
Elle participe à deux festivals de la chanson méditerranéenne, à Barcelone. Lors de la cinquième édition, elle est finaliste avec sa chanson Mediterranean Skies (Ciel méditerranéen).
Ensuite, elle triomphe en obtenant le grand prix du premier festival de la chanson de Palma de Majorque. Son disque est distribué par le label Discos Belter qui détient l'exclusivité de ses enregistrements en Espagne. À l'époque, presque toutes les radios espagnoles diffusent ses chansons et l'émission télévisée Les Amis du lundi de la TVE donne à cette artiste l'occasion de démontrer au petit écran l'étendue de ses qualités artistiques.
En 1968, elle enregistre Cent mille chansons, qui contribue à la rendre populaire auprès du grand public international.

### Victoire à l'Eurovision

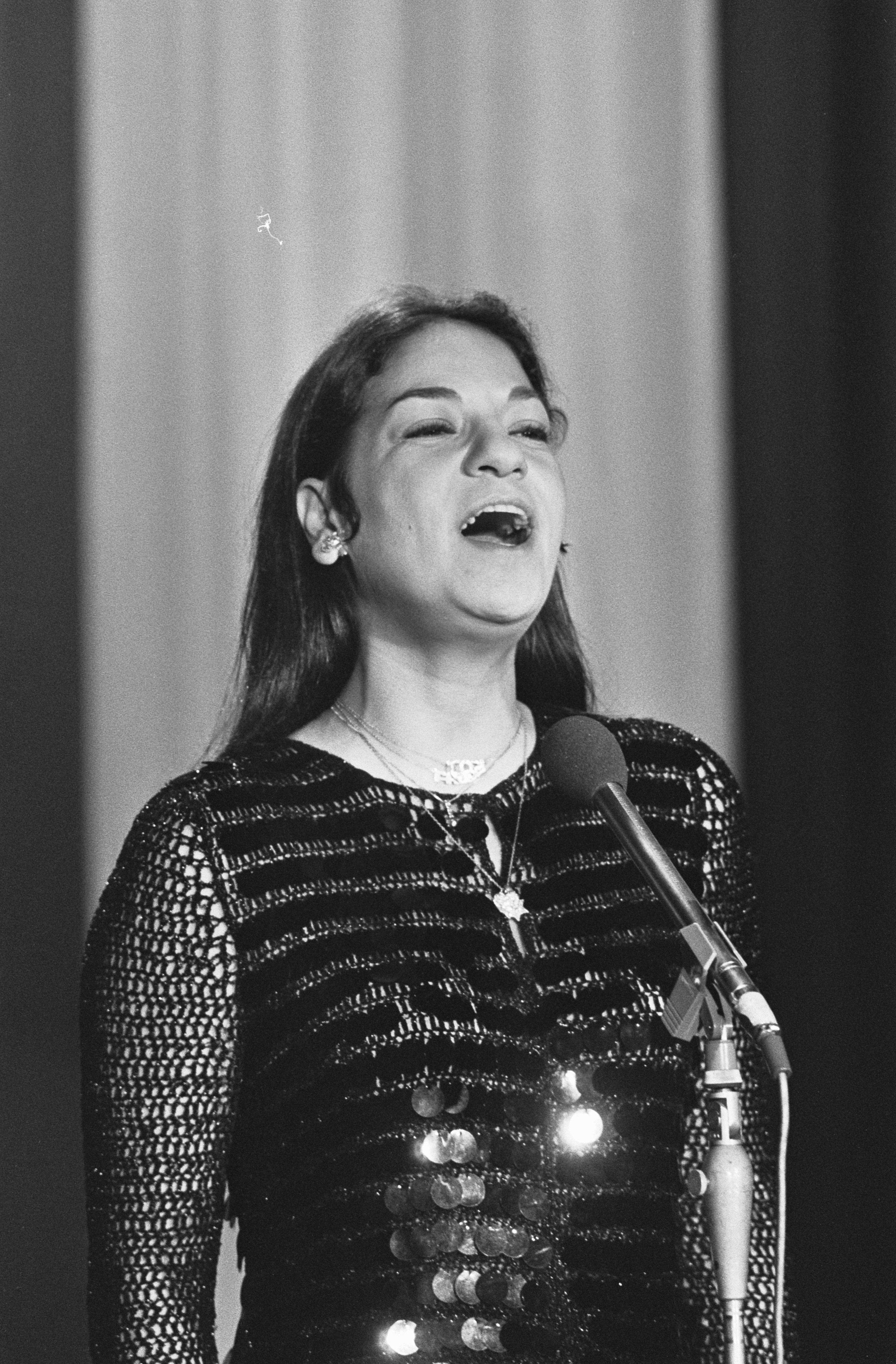
Frida Boccara en concert en novembre 1975.

Un an plus tard, elle est sélectionnée par un jury d'experts pour représenter la France au Concours Eurovision de la chanson avec le titre Un jour, un enfant, parmi 108 chansons reçues par l'ORTF. À Madrid, le 29 mars 1969, elle obtient la gloire internationale en remportant pour la France le Concours Eurovision de la chanson, avec la chanson Un jour, un enfant, une œuvre du parolier Eddy Marnay et du compositeur Emil Stern. Cette chanson sera l'une des plus diffusées durant plusieurs semaines par les radios françaises. Grâce à cette chanson, elle reçoit le Grand Prix du disque de l'Académie Charles-Cros pour son 33 tours Un jour, un enfant.
Elle poursuit ensuite une carrière internationale. En 1980, elle est nommée chevalier de l'Ordre des Arts et des Lettres. Elle se produit dans les plus beaux théâtres du monde, de l'Opéra de Sydney à la Place des Arts de Montréal, et devant les personnalités les plus prestigieuses.
Frida Boccara a été première dans les hits parades internationaux avec une chanson de Jean Michel Braque et Eddy Marnay (Pour vivre ensemble). Frida Boccara a reçu deux disques d'or et un disque de platine. Elle a été primée dans de nombreux festivals internationaux : Sopot (1964), San-Remo (1964), Rio de Janeiro (1969), Mexico, Sofia, Brasov (1969), Barcelone, Tokyo (1970), Palma de Majorque, Split, Antibes-Juan les Pins, Utrecht, RTL Luxembourg.
En 1980, elle est candidate de la présélection française pour le Concours Eurovision de la chanson se déroulant en avril. Lors de la finale de la présélection, présentée par Evelyne Dhéliat le 23 mars sur TF1, elle ne se classe que cinquième sur 6 candidats avec la chanson Un enfant de France. En 1981, la présélection française est présentée par Fabienne Egal ; Frida Boccara concourt une nouvelle fois avec la chanson Voilà comment je t'aime, mais son classement n'est guère concluant. Cette même année, elle participe au Jubilé de Léo Ferré, au cours duquel elle interprète en direct Le Flamenco de Paris.

### Vie privée
Son fils Tristan Boccara est né de père inconnu au milieu des années 1970. Tristan est aussi chanteur et est connu sous le nom de Goldinski.

### Mort

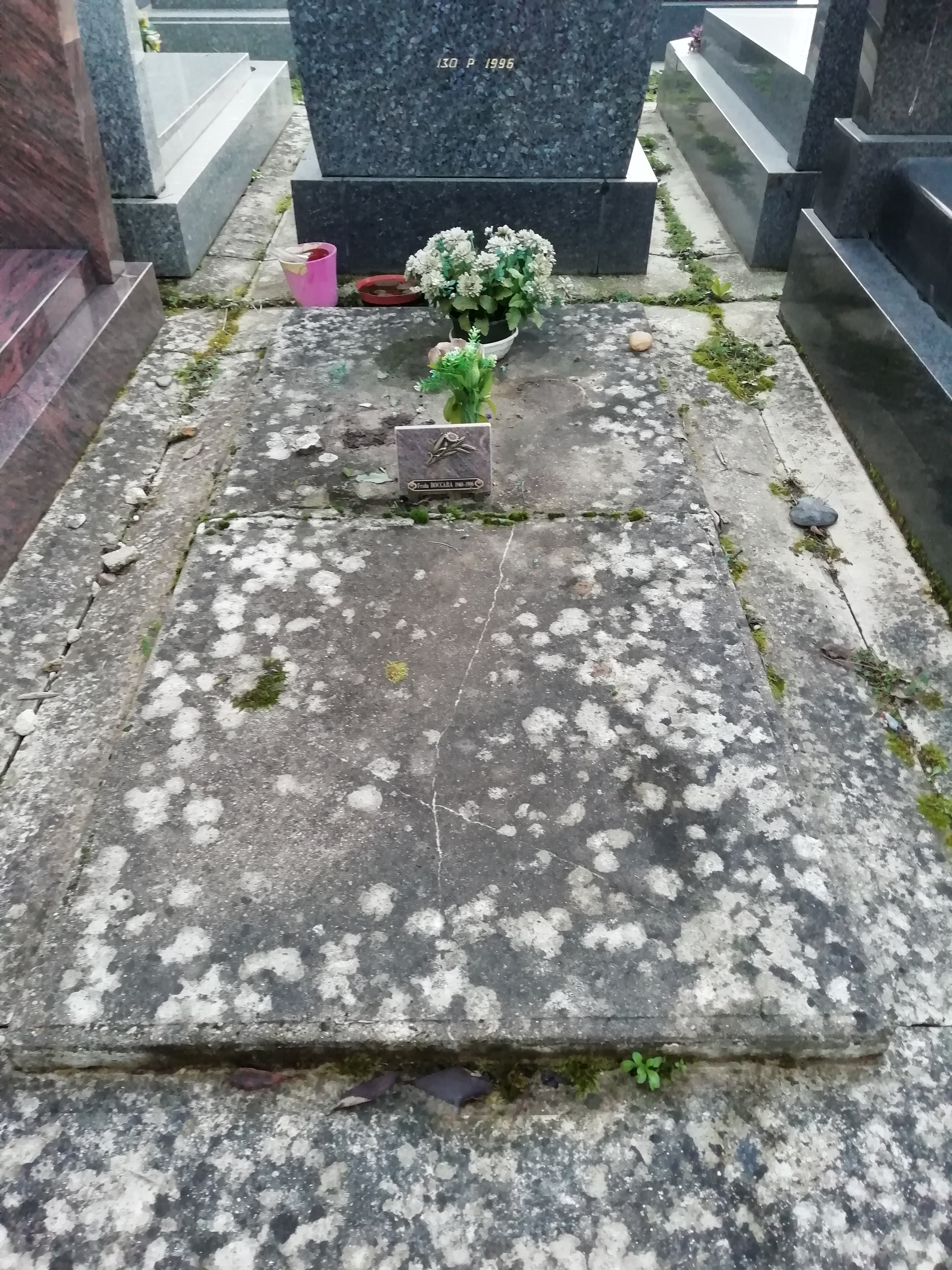
Tombe de Frida Boccara au cimetière parisien de Bagneux (division 63).

Le 1er août 1996, à la suite d'une infection pulmonaire, elle meurt dans le 20e arrondissement de Paris, à l'âge de 55 ans. Elle est inhumée au cimetière parisien de Bagneux dans les Hauts-de-Seine. Sa tombe, située en bordure de la 63e division, est une simple dalle en ciment ornée d'une petite plaque à son nom.
Au moment de sa disparition, Philippe Douste-Blazy, alors ministre de la Culture, déclare : « À la mémoire de Frida Boccara, authentique chanteuse populaire, qui porta pendant de nombreuses années la chanson française sur toutes les scènes du monde ».

## Style
Nombre de ses chansons ont une partie instrumentale adaptée d'airs de musique classique, ainsi Vivaldi pour Les Quatre Chemins de l'amour, Telemann pour L'Année où Piccoli..., Grieg pour Un sourire au-delà du ciel, Smetana pour Ma rivière, Mozart pour Les Enfants de Mozart, Beethoven pour Le Dernier Rendez-vous, Corelli pour La Nuit, Granados pour Mille fontaines, Georg Friedrich Haendel pour Un monde en sarabande...
Parmi ces adaptations de thèmes classiques, seuls les morceaux suivants avaient été composés initialement pour la voix : Bach pour Cent mille chansons, L'Enfant aux cymbales et La Chanson du veilleur, Rossini pour Rossini et Beaumarchais, Brahms pour Wiegenlied, Guastavino pour Elle s'est trompée la colombe, Elgar pour Land of Hope and Glory, Villa-Lobos pour Aria Cantilena.
Ne se limitant cependant pas à ce créneau, elle aborda avec bonheur des styles fort différents, allant du jazz (Autrefois ou Armstrong) au folklore (La Ronde aux chansons ou La Mariée), en passant par la comédie musicale (Un pays pour nous, extrait de West Side Story) ou la musique de film (Venise va mourir, Angélique marquise des anges, L'Île nue, Il n'y a pas de fumée sans feu ou Amarcord). Beaucoup de ses partenaires artistiques demeurent prestigieux : Eddy Marnay son parolier fétiche, mais aussi les compositeurs Emile Stern (Un jour, un enfant), Michel Legrand (Les Moulins de mon cœur, Un jour on vit), Michel Magne (Cent mille chansons, Au matin de mon premier amour), Nino Rota (Amarcord) ou Mikis Theodorakis (Emmène-moi), sans oublier le travail d'orfèvre de ses arrangeurs Alain Goraguer ou Jean-Michel Braque, pour ne citer qu'eux.
Frida Boccara interpréta des chansons de tous styles et notamment des adaptations d'œuvres classiques. L'une de ses chansons, Tristan (tirée de la suite ORIUNDI composée par sa sœur Lina Boccara et son frère Jean-Michel Braque) est dédiée à son fils, Tristan, qui est chanteur sous le label Universal. Il est également compositeur, arrangeur et pianiste.
Frida Boccara, chanteuse engagée pour l'Unicef, chantait dans 13 langues et a enregistré notamment en français, anglais, italien, espagnol, allemand et russe.

## Souvenir
En 1999, Yvon Chateignier publie une compilation de ses chansons. Ce disque posthume comprend ses plus grands succès, quelques-unes de ses adaptations de classiques, ainsi que des inédits comme la chanson du film Angélique, marquise des anges et Un jour on vit qui donne le titre de cette compilation.
Marie Denise Pelletier publie, en septembre 2003, un album intitulé Les Mots de Marnay où elle reprend notamment les grands succès de Frida Boccara, la muse du célèbre parolier (Cent mille chansons, Les Moulins de mon cœur, La Croix, l'étoile et le croissant, Berceuse pour Luciana et Un jour, un enfant). D'autres artistes ont également enregistré les succès de Frida, notamment Céline Dion, Agnetha Faltskog (du groupe ABBA), Anne-Marie David et Lenny Kuhr.

## Discographie

### Albums et super 45 tours
- 1960 : L'Orgue des amoureux / Le Doux Caboulot (super 45 tours Festival)
- 1960 : Verte Campagne/Quand la valse est là / Le Grand Amour / Depuis ce temps-là (super 45 tours Festival)
- 1961 : La Seine à Paris / Les Amours du samedi / Les Bohémiens/Jenny (super 45 tours Festival)
- 1961 : On n'a pas tous les jours 20 ans / Berceuse tendre / Les Nuits / Les Yeux de maman (super 45 tours Totem)
- 1961 : Cherbourg avait raison / Comme un feu / Un jeu dangereux / Tiens, c'est Paris (super 45 tours Festival)
- 1962 : Les Trois Mots / Aujourd'hui je fais la fête / Je veux chanter / Je ne peux plus attendre (super 45 tours Festival)
- 1962 : Le Ciel du port / Les Portes de l'amour / Ballade pour un poète / D'abord je n'ai vu (super 45 tours Festival)
- 1962 : Un premier amour / Bruxelles / L'Homme de lumière / Les Pas (super 45 tours Festival)
- 1962 : Java des beaux dimanches / Les Javas / Rose de sang / Quien sabe (Qui peut savoir) (super 45 tours Festival)
- 1963 : Moi je n'avais pas compris / J'ai peur de trop t'aimer / On les a attendus / Rien a changé (super 45 tours Festival)
- 1963 : Souviens-toi des Noëls de là-bas / Donna / Johnny Guitar / Ballade pour notre amour (super 45 tours Festival)
- 1964 : Autrefois / Chaud dans mon cœur / Le Souffle de ma vie / Je suis perdue (super 45 tours Festival)
- 1965 : Tous les enfants / Aujourd'hui / Plus jamais / Un jour (super 45 tours Festival)
- 1969 : Un jour, un enfant (33 tours Philips)
- 1969 : Les Vertes Collines (33 tours Philips, paru au Brésil seulement)
- 1970 : Au pays de l’arbre blanc (33 tours Philips)
- 1971 : Pour vivre ensemble (33 tours Philips)
- 1971 : Place des Arts 71 (live à Montréal, double 33 tours Philips, réédité en CD en 2006 au Canada seulement)
- 1971 : So ist das Leben / Er wird Dir dankbar sein (45 tours Polydor, paru en Allemagne seulement)
- 1972 : Rossini et Beaumarchais (33 tours Philips)
- 1974 : Je me souviens (Mia Malinconia et Je me souviens, version instrumentale, du film Amarcord de Federico Fellini, 45 tours Deram)
- 1975 : Oriundi (33 tours London)
- 1976 : Valdemosa - Oublier (33 tours Philips)
- 1977 : An Evening With Frida Boccara (live en Australie, double 33 tours Philips)
- 1978 : L’Année où Piccoli... (33 tours Philips)
- 1979 : Frida Boccara & De Mastreechter Staar (33 tours Philips, Pays-Bas)
- 1979 : Un monde en sarabande / La Prière (45 tours Philips)
- 1980 : Un enfant de France / Écrit dans la pierre (45 tours Philips)
- 1983 : Dis-leur / Aime-moi (45 tours Kébec-Disque au Québec et Ariola en France)
- 1988 : Témoin de mon amour (33 tours Productions Guy Cloutier, paru au Canada seulement)

### Compilations
- 1967 : Frida Boccara (33 tours Musidisc, compilation des années 1961-1965)
- 1972 : Greatest Hits (compilation 33 tours Philips, disque paru aux Pays-Bas seulement)
- 1984 : Cent mille chansons, « Série grandes vedettes » (compilation 33 tours Philips)
- 1989 : Expression (compilation CD PolyGram, 23 titres)
- 1993 : Master Série (compilation CD PolyGram, 16 titres, disque paru au Québec seulement)
- 1994 : Un jour, un enfant (compilation CD Spectrum Music, Karussell France)
- 1997 : Frida Boccara (compilation CD Podis, Polygram France, 23 titres) → CD 836225-2_(P)1998
- 1999 : Un jour on vit (CD Disques Yvon Chateigner) → CD 189412 (14 titres)_Disques Y.Chateigner : 208, rue du Faubourg Saint Martin - 75010 Paris
- 1999 : Ses premiers succès (compilation CD Disques Yvon Chateigner) → CD 141512 (18 titres)
- 2003 : Canta en espanol (compilation CD Divucsa Music SA, disque paru en Espagne seulement)
- 2005 : Live Place-des-Arts de Montréal (CD XXI-21/Universal Canada, disque paru au Canada seulement)
- 2006 : Un sourire au-delà du ciel (CD Édina Music - Nocturne)
- 2008 : La Grande Frida Boccara, l'ultime compilation (compilation CD 25 titres XXI-21/Universal Canada, disque paru au Canada seulement)
- 2008 : Un enfant de France (CD Édina Music - Nocturne)
- 2010 : Les Grandes Années - 1972-1988 (coffret de trois CD Marianne Mélodie)
- 2010 : Collection Chanson Française (compilation CD Disques Mercury)
- 2014 : Oriundi  (Natris Records). Reprend l'intégralité du LP paru en 1975 (et réédité une première fois en CD chez Marianne-Mélodie)
- 2015 : Jérémie  (Natris Records). Regroupe 12 titres dont 2 inédits en CD, Jérémie et Un Cœur dans un port + parmi les 10 autres chansons certaines aux bandes sons méconnues : Johnny jambe de bois, Le temps ne vieillit pas pour nous, Au pays de l'arbre blanc et Un jour, un enfant.
- 2016 : Alone (Natris Records). Regroupe 12 titres chantés par Frida Boccara en anglais, allemand, espagnol et italien.
- 2016 : Réédition Festival 1961-1965 (compilation 2 CD Marianne Mélodie, regroupant 50 titres rares ou inédits en CD)
- 2020 : Divers titres magnifiques attendent toujours leurs reports sur CD, notamment Emmène-moi (musique de Mikis Theodorakis), Amarcord (musique de Nino Rota), Celui qui viendra lundi (Tülay German & Erdem Bury), Le Flamenco de Paris (Léo Ferré), et Petit homme (chanson pour l'UNICEF)... Et toujours aucune actualité à l'horizon concernant un livre et/ou un DVD sur cette grande dame. Espérons...

## Distinctions
| Année | Festival                                                    | Chanson                      | Résultat           |
| ----- | ----------------------------------------------------------- | ---------------------------- | ------------------ |
| 1964  | 1er Festival Internacional de la Canción de Mallorca (es)   | Quand Palma chantait         | Lauréat            |
| 1964  | Rose d'Or d'Antibes-Juan-les-Pins                           | Autrefois                    | Lauréat            |
| 1964  | Festival de la Canción de San Remo 1964 (es)                | L'ultimo tram (A mezzanotte) | Non finaliste      |
| 1965  | Rose d'Or d'Antibes-Juan-les-Pins                           | Aujourd'hui                  | Non finaliste      |
| 1969  | Concours Eurovision de la chanson 1969                      | Un jour, un enfant           | Lauréat, 1er place |
| 1969  | Festival Internacional da Canção (es)                       | Nos vertes collines          | 4e place           |
| 1971  | 1er Festival International de la Chanson Populaire à Mexico | Pour vivre ensemble          | Lauréat            |
| 1971  | Relipop Song Festival d'Utrecht                             | Un soleil d'amour            | Lauréat            |
| 1980  | Concours Eurovision de la chanson 1980                      | Un enfant de France          | Non finaliste      |
| 1981  | Concours Eurovision de la chanson 1981                      | Voilà comment je t'aime      | Non finaliste      |